# Adventskerk (Alphen aan den Rijn)
De Adventskerk is een kerk van de Hervormde Gemeente van Alphen aan den Rijn.
De Kerk bevindt zich midden in het centrum van Alphen aan den Rijn. Nadat de ‘Nieuwe Kerk’ op deze plek door brand was verwoest, ving in 1920 de bouw aan. In 1922 werd de kerk officieel in gebruik genomen. De kerk is een gemeentelijke monument.

## Het gebouw
Het ontwerp van de kerk is van architect W.Ch. Kuijpers in rationalistische stijl, met invloeden van H.P. Berlage en jugendstil. De Nieuwe Badkapel in Scheveningen heeft voor het ontwerp als uitgangspunt gediend. De basisvorm is die van een Grieks kruis, waarbij de armen gelijke lengte hebben.

### Interieur
De kerk heeft vier grote glas-in-loodramen waardoor het licht kleurrijk de kerk invalt. De plafonds zijn houten tongewelven, waaraan zeven koperen lampen hangen. Oorspronkelijk waren er drie balkons en rechte kerkbanken. Bij een renovatie van de kerk zijn de twee balkons aan de zijkant verwijderd en zijn de banken en het koorhek op de begane grond vervangen door een cirkelvormig liturgisch centrum met daar rondom vier vakken met stoelen. Ook de twee deuren die zich oorspronkelijk naast de trappen van de preekstoel bevonden, en waardoor de kerkenraad de kerk binnenging, zijn toen verdwenen.

### Orgel
In de kerk bevindt zich een van de twee Steinmeyer-orgels in Nederland. Het andere orgel bevindt zich in de Clemenskerk in Hilversum. De Duitse orgelbouwer Steinmeyer realiseerde ook het bekende, en in Europa grootste, kerkorgel in de Dom van Passau. Het orgel in de Adventskerk bevindt zich, op twee toegevoegde registers na, nog in originele staat en werkt met pneumatische tractuur.

### Toren
De kerk heeft één toren, die 40 m hoog is. Aan de buitenzijde bevinden zich vier klokken die bij daglicht zichtbaar zijn. Later zijn daarboven vier verlichte klokken aangebracht die ’s avonds zichtbaar zijn. In de toren bevinden zich drie luidklokken die ook deel uitmaken van het 47 klokken tellende carillon dat in 1962 werd geplaatst. Eens in de week wordt het carillon door de stadsbeiaardier bespeeld. De grote luidklokken wegen 1162 en 864 kg, de kleinste klok in het carillon weegt 10kg. Het bereik loopt van E' tot E””’.

## Gebruik
De kerk is in gebruik door de hervormde gemeente Adventskerk. Daarnaast worden er regelmatig (orgel)concerten gegeven. In de zomerperiode is de kerk eens per maand open voor bezichtiging.